# 미나미가의 음반 목록
이 문서에서는 미나미가의 음반 목록에 대해 다룬다.

## 경험치 상승중☆
〈경험치 상승중☆〉(일본어: 経験値上昇中 케켄치 죠쇼츄[*])는 미나미가 3자매의 1번째 싱글을 말한다. 2007년 10월 24일에 킹 레코드를 통해 발매되었다.
텔레비전 애니메이션《미나미가》의 주제가가 수록되어 있으며 동 작품에서 3자매의 성우를 맡은 사토 리나・이노우에 마리나・지하라 미노리 3명으로 구성된 성우 유닛〈미나미가 3자매〉가 불렀다. 앨범 자켓에는 미나미가 3자매 캐릭터가 인쇄되어 있다.
트루톤 풀의 초! 아니멜로 다운로드 랭킹 2007년 10월 24일 - 11월 6일에 걸쳐 1위에 등극했다.

### 수록곡
1. 経験値上昇中☆ [3:50]
작사 : 우랑, 작곡・편곡 : 오오쿠보 가오루
2. 夢航海路 [3:53]
작사 : ENA☆, 작곡・편곡 : 스메히로 겐이치로
3. 経験値上昇中☆ (Off Vocal Version)
4. 夢航海路 (Off Vocal Version)

### 편곡 버전
텔레비전 애니메이션《미나미가》DVD 기간 한정판에 수록된 오리지널 미니 드라마 사운드트랙 CD에 〈経験値上昇中☆〉의 편곡 버전이 수록되어 있다.
1. 経験値上昇中☆ Featuring HARUKA [3:50]
보컬 : 미나미 하루카 (사토 리나) 　편곡 : 가와이 히데츠구
DVD 1권 수록
2. 経験値上昇中☆ Featuring KANA [3:53]
보컬 : 미나미 카나 (이노우에 마리나) 　편곡 : 니지네
DVD 2권 수록
3. 経験値上昇中☆ Featuring CHIAKI [3:49]
보컬 : 미나미 치아키 (지하나 미노리) 　편곡 : 간지 사이토
DVD 3권 수록
4. 経験値上昇中☆ TV Size Ver.
DVD 4권 수록

## 컬러풀 DAYS
〈컬러풀 DAYS〉(カラフル デイズ 카라프루 데이즈[*])는 미나미가 3자매의 2번째 싱글로 2007년 11월 22일에 킹 레코드를 통해 발매되었다. 텔레비전 애니메이션 《미나미가》의 엔딩 테마와 인터넷 라디오 《미나미가의 모두 들어》제 7회 ~ 제 16회 방영분 엔딩 테마를 수록했다. 같은 작품의 3자매의 성우를 맡은 사토 리나・이노우에 마리나・지하라 미노리 3명으로 구성된 성우 유닛 미나미가 3자매가 불렀다.

### 수록곡
1. カラフルDAYS [3:51]
작사 : 우랑, 작곡 : 야마구치 아키히코, 편곡 : 기쿠야 도모키
  - 텔레비전 애니메이션 《미나미가》엔딩 테마

인터넷 라디오 《미나미가의 모두 들어》 제 4・6회 엔딩 테마.
2. 微笑みサンセット [4:20]
작사 : 우랑, 작곡 : 야마구치 아키히코, 편곡 : 기쿠야 도모키
  - 인터넷 라디오 《미나미가의 모두 들어》엔딩 테마 (제 7회 ~ 제 16회)
3. カラフルDAYS Off Vocal Version
4. 微笑みサンセット Off Vocal Version

## 마음의 날개
마음의 날개(일본어: ココロノツバサ 코코로노 츠바사[*])는 미나미가 3자매의 3번째 싱글을 말한다. 2008년 1월 23일에 킹 레코드를 통해 발매되었다.
텔레비전 애니메이션《미나미가 ~한 그릇 더~》의 오프닝 테마. 보컬은 동 작품에서 성우를 맡고 있는 사토 리나・이노우에 마리나・지하라 미노리 3인 성우 유닛〈미나미가 3자매〉가 맡았다. 자켓에는 미나미가 3자매가 그려져 있다.

### 수록곡
1. ココロノツバサ [4:51]
작사 : 우랑 작곡・편곡 : 가와이 히데쯔구
  - 텔레비전 애니메이션《미나미가 ~한 그릇 더~》오프닝 주제가
2. HAPPY☆MYらいふ [4:43]
작사 : ENA☆, 작곡・편곡 : 스에히로 겐이치로
  - 인터넷 라디오《미나미가의 모두 들어》오프닝 주제가 (제 17회 ~ 제 35회)
3. ココロノツバサ Off Vocal Version
4. HAPPY☆MYらいふ Off Vocal Version

### 편곡 버전
텔레비전 애니메이션《미나미가 ~한 그릇 더~》DVD 기간 한정판에 동봉된 오리지널 미니 드라마・사운드CD에 〈ココロノツバサ〉의 편곡 버전이 수록되었다.
1. ココロノツバサ Featuring HARUKA [4:52]
보컬 : 미나미 하루카 (사토 리나) 편곡 : 와타나베 미카・구보 간이치로
DVD 제 1권 수록
2. ココロノツバサ Featuring KANA [4:58]
보컬 : 미나미 카나 (이노우에 마리나) 편곡 : 구보 간이치로
DVD 제 2권 수록
3. ココロノツバサ Featuring CHIAKI [4:51]
보컬 : 미나미 치아키 (지하라 미노리) 편곡 : 와타나베 미카・구보 간이치로
DVD 제 3권 수록
4. ココロノツバサ TV Size Ver.
DVD 제 4권 수록

## 절대 컬러풀 선언
〈절대 컬러풀 선언〉(일본어: 絶対カラフル宣言 젯따이 카라푸루 센겐[*])은 미나미가 3자매의 6번째 싱글. 2009년 1월 21일에 스타 차일드 (킹 레코드)를 통해 〈경험치 상승 속도 최고↑↑〉와 동시 발매되었다.
텔레비전 애니메이션 《미나미가 어서 와》의 엔딩 테마이자 OAD 《미나미가 디저트》의 제 4화 삽입곡이다. 커플링 곡인 〈ワンモア!〉는 인터넷 라디오 《미나미가 어서 와》의 엔딩 테마로 쓰였다.

### 수록곡
1. 絶対カラフル宣言 [3:53]
작사 : 우랑, 작곡 : 야마구치 아키히코. 편곡 : 기쿠야 도모키
텔레비전 애니메이션《미나미가 어서 와》엔딩 주제가
  - OAD《미나미가 디저트》 제 4화 삽입곡.
2. ワンモア！ [3:47]
작사 : ENA☆, 작곡・편곡 : 기쿠야 도모키
  - 인터넷 라디오 《미나미가 어서와》엔딩 주제가
3. 絶対カラフル宣言 (가라오케)
4. ワンモア! (가라오케)